# Eliptická galaxie

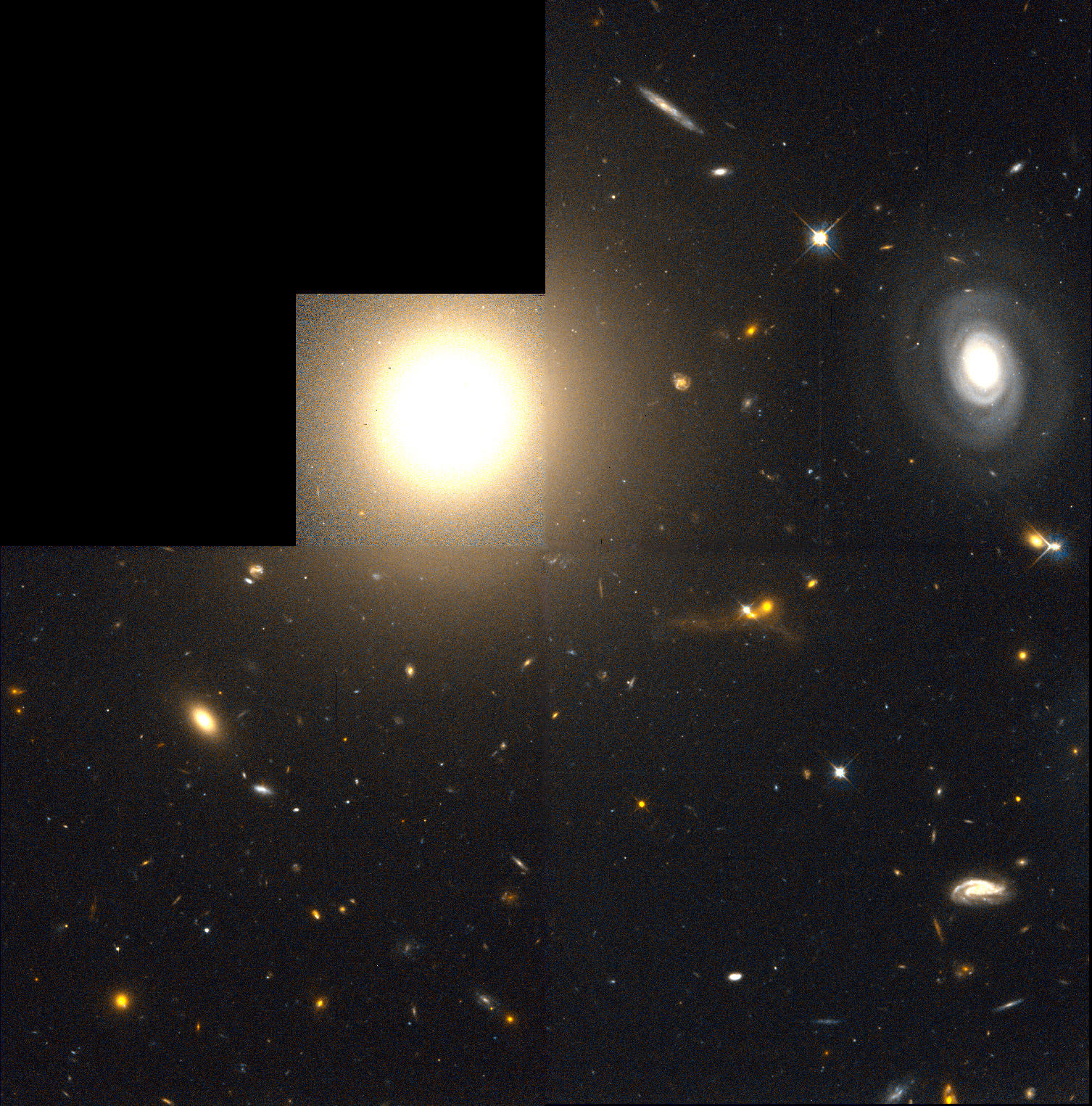
Obří eliptická galaxie NGC 4881

Eliptická galaxie je typ galaxie podle Hubbleovy klasifikace. Galaxie patřící do této skupiny jsou hvězdné systémy, kde hvězdy jsou symetricky rozloženy a jejich hustota rovnoměrně ubývá od středu k okraji.
Hvězdy v eliptických galaxiích patří do skupiny starších hvězd (červení obři a veleobři), které již pohltily veškerý okolní mezihvězdný prach a plyn a proto v eliptických galaxiích nemohou vznikat nové hvězdy. Díky tomu se okrajové části eliptických galaxií stávají částečně průhledné a v některých případech lze pozorovat objekty v jejich pozadí.
Obří eliptické galaxie patří mezi největší galaxie, které známe. Skupina těchto galaxií je však méně početná. Obří eliptické galaxie obsahují několik biliónů hvězd a jejich průměr může být až 250 000 světelných let. Časem však nenarůstají. Příkladem obří eliptické galaxie je galaxie M87 v souhvězdí Panny.
Protějškem obřích galaxií jsou trpasličí eliptické galaxie. Jejich průměr činí jen něco málo přes 5 000 světelných let a počet členů (hvězd) čítá pouze několik miliónů. Trpasličí eliptické galaxie patří mezi nejčastěji se vyskytující se typ galaxií a typickým příkladem jsou oba průvodci Velké Galaxie v Andromedě.

## Detaily
Eliptické galaxie patří mezi typ pravidelných galaxií ve tvaru elipsoidu (sférioidu). Vyskytují se v různých velikostech. Mají (v průmětu na oblohu) vždy tvar elipsy nebo kruhu. Označují se písmenem E, k němuž je připojeno číslo 0 až 7 (Hubbleovo schéma). Připojené číslo vyjadřuje zploštění elipsy – elipticity galaxie. Číslo je určeno z velké osy a a malé osy b takto:
10(a-b)/a
Označení E0 odpovídá kruhovému tvaru, E7 je elipsa s největším zploštěním. Eliptické galaxie s větší elipticitou než 7 neexistují. Tvar eliptické galaxie není způsobem rotací, nýbrž náhodným pohybem hvězd, připomínajícím pohyb molekul v plynu. Rotace eliptické galaxie je nevýznamná, jejich úhlový moment je nulový nebo zanedbatelný. Tím se podstatně liší od diskových galaxií.
Plošná jasnost v eliptických galaxiích rovnoměrně klesá od středu k jejímu okraji. Jen výjimečně lze pozorovat náznaky vnitřní struktury. Hvězdy v eliptických galaxiích jsou velmi staré. Eliptické galaxie nemají téměř žádnou mezihvězdnou hmotu, neboť ta se vyčerpala na tvorbu hvězd. V eliptických galaxiích proto nemohou vznikat nové hvězdy a nedochází k překotnému zrodu hvězd. Jsou však výjimky, jako např. cD galaxie M87 ve středu kupy galaxií v Panně. Plyn a prach získala tak, že pohltila svého menšího průvodce (nepravidelnou galaxii), bohatého na mezihvězdnou hmotu. Materiál pohlcené galaxie se sráží a zahušťuje tou měrou, jak se přibližuje ke středu galaxie a vlastní gravitace z něho tvoří novou generaci mladých masivních hvězd.
Eliptické galaxie jsou v mnohém podobné středové výduti galaxií spirálních, nemají však ramena. V některých eliptických galaxiích však byl objeven náznak disku (charakteristické složky spirálních galaxií).
Trpasličí eliptické galaxie patří k nejmenším galaxiím, zatímco obří eliptické galaxie jsou největšími galaxiemi vůbec. Mezi pozorovanými galaxiemi je 30 % eliptických. V hustých středových částech velkých kup galaxií je podíl eliptických galaxií značně větší. V Místní skupině galaxií není žádná obří eliptická galaxie, zato větší počet trpasličích eliptických galaxií, které jsou průvodci Galaxie a Velké galaxie v Andromedě.